# Фёдорова, Галина Петровна
Галина Петровна Фёдорова (24 декабря 1925, Ленинград - 17 августа 2024, Санкт-Петербург) — пианистка, Заслуженная артистка РСФСР (1981), профессор Санкт-Петербургской консерватории имени Н. А. Римского-Корсакова.

## Биография
Училась в Средней специальной музыкальной школе при Ленинградской консерватории у Л. Ф. Линде, Л. В. Николаева и С. И. Савшинского. В 1948 году окончила консерваторию, где училась сперва у С. И. Савшинского, затем у П. А. Серебрякова. В 1952 году окончила аспирантуру в классе П. А. Серебрякова. С 1952 года — артистка Ленинградской филармонии; одновременно преподаёт в Ленинградской консерватории класс специального фортепиано, с 1982 г. — профессор.

## Творчество
Её исполнение отличалось серьёзностью интерпретаторских намерений, взыскательным вкусом и незаурядным мастерством. В обширном репертуаре — произведения Баха, Моцарта, Шопена, Листа, Брамса, Бетховена; особое место занимала русская фортепианная классика — сочинения Глинки, Балакирева, Чайковского, Рубинштейна, Рахманинова, Глазунова.

## Отзывы
Галина Фёдорова — талантливая пианистка с определившейся, вдумчивой, тонкой манерой игры.— А. Б. Гольденвейзер

## Награды и признание
- III премия на конкурсе пианистов в рамках I Всемирного фестиваля молодёжи и студентов (Прага, 1947)
- II премия на I Международном конкурсе имени Баха (Лейпциг, 1950)
- Заслуженная артистка РСФСР (1981)